# August Jahnke
Johann Friedrich August Jahnke, född 10 september 1821 i Greifswald, död 1 maj 1890 i Stockholm, var en tyskfödd organist, kördirigent, musikpedagog och tonsättare, verksam i Stockholm från 1840.

## Biografi
Jahnke var musiklärare i Tyska nationallyceum (Tyska skolan) i Stockholm och organist i Tyska kyrkan 1840–1866. Han grundade och ledde hantverkarkören "Folksångarföreningen" och även Typografiska föreningens sångkör från 1847, Stockholms allmänna sångförening från 1862 och Svenska damkvartetten. År 1865 tilldelades han Vasaorden. Jahnke invaldes som associé nr 85 av Kungliga Musikaliska Akademien den 24 februari 1865. Jahnke är begravd på Norra begravningsplatsen i Solna.